# Lubienka (dopływ Zgłowiączki)
Lubienka (Lubieńka) – rzeka, prawy dopływ Zgłowiączki o długości 46,72 km.
Rzeka wypływa w okolicach Lubienia Kujawskiego, gdzie przepływa przez jezioro Lubieńskie i przybiera kierunek północny. Przepływa obok miejscowości Kłóbka i Kępka Szlachecka, a następnie pomiędzy miejscowościami Wilkowiczki i Zakrzewek przepływa pod linią kolejową nr 18 i drogą wojewódzką nr 269. W dalszym swoim przebiegu mija miejscowości: Wilkowice, Śmiłowice i Kuźnice, a w miejscowości Nakonowo przepływa pod autostradą A1 i drogą wojewódzką nr 265. Tuż przed Włocławkiem przyjmuje swój prawy dopływ Rakutówkę, a po przejściu pod drogą krajową nr 62, w okolicy miejscowości Mazury, wpada do Zgłowiączki.